# Alvik (Sztokholm)
Alvik – dzielnica (stadsdel) Sztokholmu, położona w jego zachodniej części (Västerort) i wchodząca w skład stadsdelsområde Bromma. Graniczy z dzielnicami Traneberg, Ulvsunda, Stora Mossen i Äppelviken oraz przez jezioro Melar ze Stora Essingen.

## Informacje ogólne
Według danych opublikowanych przez gminę Sztokholm, 31 grudnia 2020 r. Alvik liczył 1529 mieszkańców. Powierzchnia dzielnicy wynosi łącznie 0,66 km², z czego wody stanowią 0,14 km².
Stacja Alvik jest ważnym węzłem komunikacyjnym pomiędzy centrum Sztokholmu i jego zachodnimi przedmieściami (Västerort).

## Architektura i zabudowa
Zabudowa dzielnicy charakteryzuje się dużym zróżnicowaniem. W pobliżu stacji Alvik przeważa zwarta zabudowa wielorodzinna z niewielkim centrum handlowo-usługowym w rejonie Alviks torg. Nieco bardziej na południe dominuje jednorodzinna zabudowa willowa, z domami zbudowanymi w latach 20. XX w. Bliżej brzegu Melaru (Alviks strand) położony jest kompleks budynków biurowych, oddanych do użytku na początku lat 90. XX w. W sąsiedztwie stacji Alvik, na zachód od niej przy Drottningholmsvägen, znajduje się zajezdnia Tvärbanan i Nockebybanan.

### Historia
W 1908 r. miasto Sztokholm zakupiło posiadłości ziemskie Äppelviken säteri i Alviks säteri (od której pochodzi nazwa dzielnicy), obejmujące m.in. obszar dzisiejszego Alviku. Równocześnie przystąpiono do opracowywania planów zagospodarowania tych terenów, które zostały w głównej części przeznaczone pod jednorodzinną zabudowę willową. Propozycje były kilkukrotnie zmieniane. Obowiązujący plan zatwierdzono w 1922 r. Plan ten dopuszczał budowę domów wielorodzinnych, zlokalizowanych przy obecnych Gustavslundsvägen i Alviksvägen. Budowa pierwszych domów jednorodzinnych rozpoczęła się już przed 1920 r. Od 1914 r. funkcjonowało połączenie tramwajowe pomiędzy Brommą a centrum Sztokholmu poprzez ówczesny most pontonowy (zbudowany w 1914 r.) nad Tranebergssund.

### Niektóre obiekty położone w Alvik
- kompleks budynków szkoły Alviks skola, położony na wzgórzu na północny zachód od stacji Alvik, których najstarsza zachowana część pochodzi z 1899 r.
- budynek byłego kina Bromma Teatern, wzniesiony w 1921 r. przy obecnym Alviksplan
- hala tenisowa SALK-hallen, zbudowana w 1937 r. przy Gustavslundsvägen
- 16-kondygnacyjny budynek (Höghuset i Alvik) na północ od stacji Alvik z 1961 r.
- kościół Sankt Ansgars kyrka (1963) przy Vidängsvägen[3].